# Her Story
Her Story (с англ. — «Её история») — компьютерная игра в жанре интерактивного кино, разработанная и изданная Сэмом Барлоу на движке Unity 24 июня 2015 года, и выпущенная для операционных систем Windows, macOS и iOS, а в 2016 году вышла версия и для Android.
Игровой процесс Her Story представляет собой поиск видеоклипов по ключевым словам в базе данных, которые нарезаны на небольшие части из семи вымышленных полицейских допросов британской женщины Ханны Смит (Hannah Smith) по делу исчезновения её мужа. Впоследствии она сознается, что она убила его из-за ревности. Игрок должен понять суть происходящего и составить в голове полную картину произошедшего, используя найденные видеоклипы.
Игра является первым проектом Сэма Барлоу после того, как он покинул Climax Studios. Her Story создавалась с применением видеозаписей живого человека, и на роль допрашиваемой была приглашена актриса Вива Сейферт, которая согласилась принять участие в разработке игры после рассмотрения предлагаемого ей сценария. Для создания атмосферы 1990-х годов видеозаписи обрабатывались через два VHS плеера, которые создали соответствующие эффекты. Игра издавалась Сэмом Барлоу самостоятельно, поскольку издатели были слишком «суровы».
Критики оценили игру хорошо, особенно им понравилась игровая механика. Не понравилось то, что в игре нет подсказок, на случай если игрок запутается. Игра получила множество наград от разных изданий.
В январе 2016 года Сэм Барлоу подтвердил информацию о разработке сиквела игры под рабочим названием Her Story 2, а в июле 2017 года объявил о создании новой игры под названием Telling Lies.

## Игровой процесс

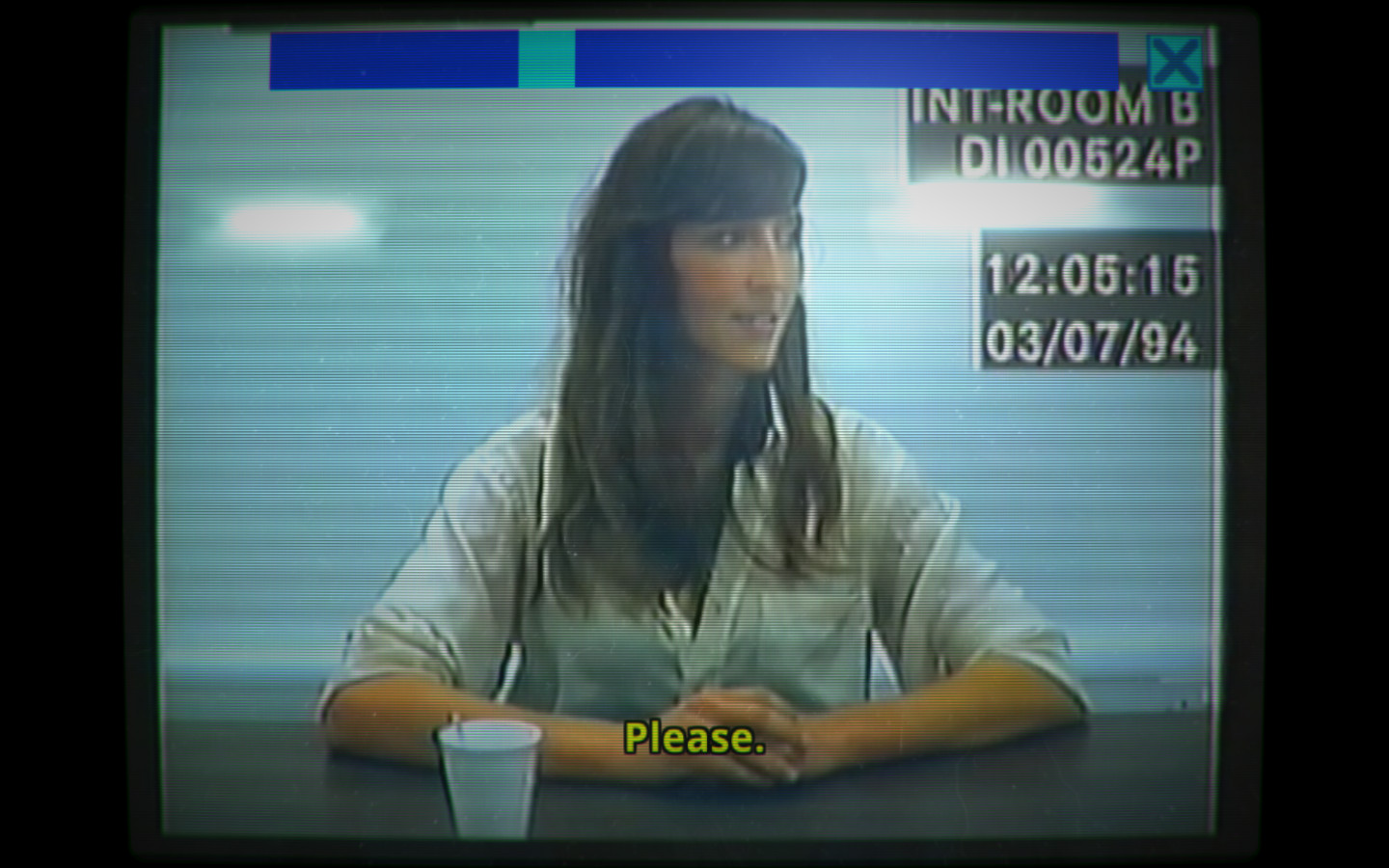
Запись видеоклипа; сверху ползунок для перемотки видео, справа в углу дата и время записи

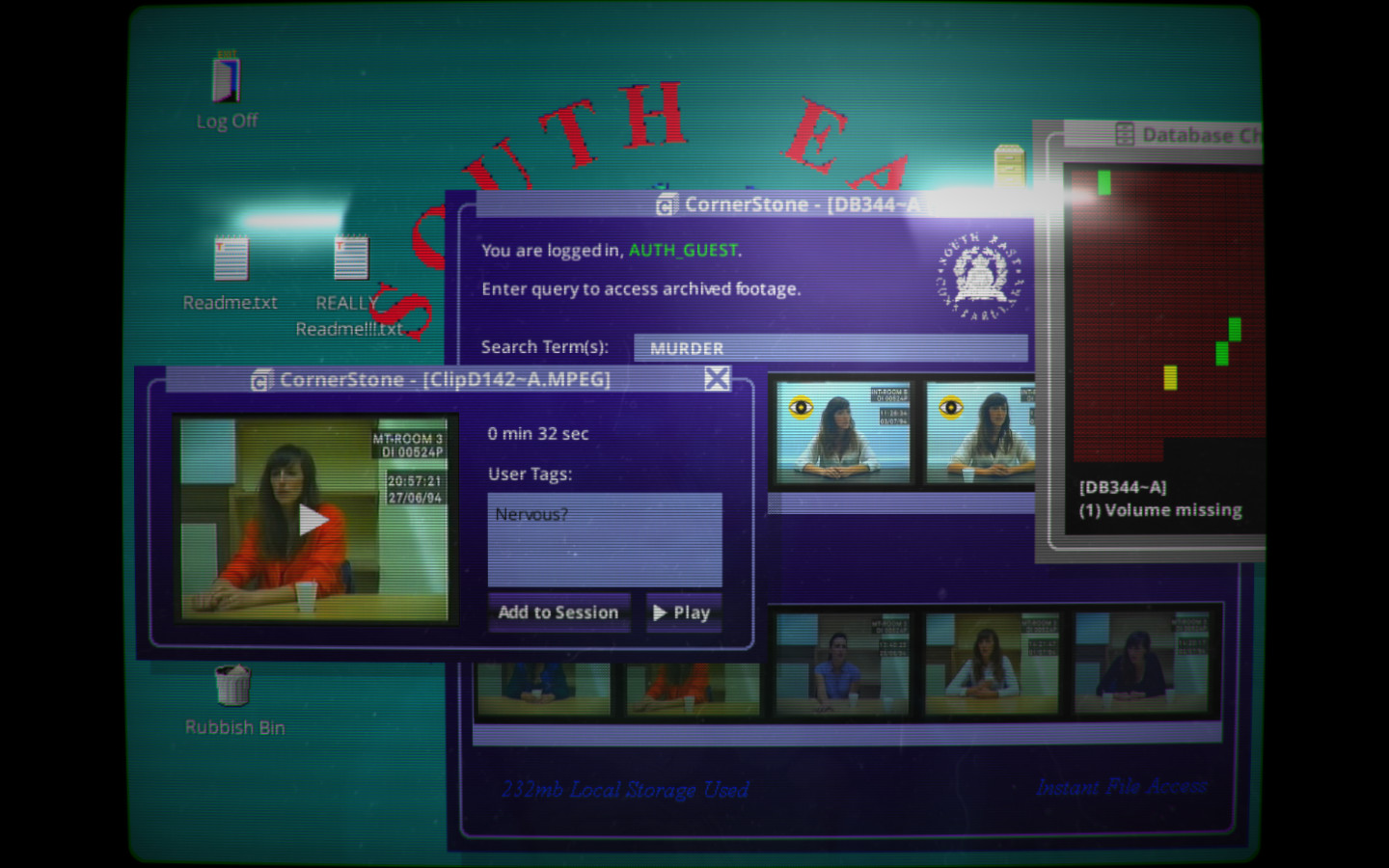
Рабочий стол с программами; справа Database Checker, слева CornerStone с полем для тэгов. Сзади L.O.G.I.C.

Игроку предоставлен рабочий стол компьютера, на котором находятся несколько файлов и программ. Среди них есть несколько обучающих текстовых файлов, которые объясняют механику игры, база данных «L.O.G.I.C.», при помощи которой игрок ищет видеоклипы, вводя в поле поиска ключевые слова, после чего появляются результаты поиска в виде видеороликов. Результаты поиска ограничиваются лишь первыми пятью видеороликами, содержащими введённое в поиск слово. Чтобы найти остальные, придётся использовать другие ключевые слова. Всего в игре 271 видеоролик. Вторая программа называется «Database Checker», в ней постепенно загораются зелёные квадраты, по которым игрок видит, сколько роликов им было просмотрено и сколько осталось просмотреть. Также на рабочем столе есть мини-игра под названием «Mirror Game», похожая на игру реверси.
Видеоролики состоят из небольших отрезков продолжительностью от пары секунд до нескольких минут, которые были вырезаны из полицейских допросов Ханны Смит. На видеороликах Ханна отвечает на вопросы, которые задаёт полицейский за кадром. Просматривая их, игроку необходимо понять, в каком контексте задаются вопросы, составляя со временем полную картину произошедшего. Игрок может вводить к просмотренным клипам пользовательские тэги, чтобы не запутаться и вернуться к нужным роликам позже по поиску введённого тэга в строке поиска. Также в распоряжении игрока есть поле снизу, которое можно использовать для сохранения важных роликов. Их можно менять местами, составляя по датам полную версию ролика, но это не является необходимым.
В игре нет финальных кат-сцен. После того как игрок просмотрит достаточное количество видеороликов для того, чтобы можно было составить вывод, игрока приглашают в чат, в котором его спросят, разобрался ли он в истории Ханны? Игрок может просмотреть оставшиеся видеоролики, но если он считает, что он разобрался в сюжете, то после ответа «да» в чате игра завершается.

## Сюжет
Действия разворачиваются в 2017 году. Игрок исследует базу данных видеозаписей 1994 года, содержащих разрозненные фрагменты семи допросов двух женщин — идентичных близнецов Ханны и Евы (Eve; их обеих играет актриса Вива Сейферт), по поводу исчезновения и, как позднее выясняется, убийства мужа Ханны — Саймона (Simon).
Согласно рассказу сестёр, Ева при рождении была похищена бездетной вдовой-акушеркой, которая в тайне растила её как свою дочь. После встречи разлучённых девочек и смерти акушерки в результате падения с лестницы Ева перебралась жить на чердак дома Ханны в тайне от родителей. Сёстры выдавали себя за одного человека, разработав определённые правила поведения. В том числе они делили мужчин.
Так продолжалось до 17 лет, когда Ханна познакомилась со стекольщиком Саймоном и не пожелала делить его с сестрой. Она забеременела от него и вышла замуж, переехав в дом его родителей. Это вызвало недовольство Евы, которая, чтобы выглядеть так же как Ханна, отчаянно пыталась забеременеть, ведя беспорядочную половую жизнь, пока не подхватила венерическое заболевание. У Ханны же произошёл выкидыш, приведший к бесплодию. В этот же год родители сестёр умерли от подозрительного отравления бледной поганкой, после чего Ханна и Саймон переехали в их дом. Ева, оставаясь в тени, стала снимать небольшую квартирку, зарабатывая на жизнь пением в барах.
Спустя десять лет Саймон познакомился с Евой в баре и у них начался роман, приведший к беременности. Когда Ханна узнала об этом, она притворилась Евой и пришла к Саймону. После того как Саймон подарил ей зеркальце ручной работы, точно такое же как и то, что он дарил ей на день рождения, Ханна в ярости разбила зеркало и в ходе ссоры осколком перерезала мужу горло. Затем вместе с сестрой они спрятали тело и попытались замести следы. Однако, не справились с задачей и Ева в конце концов дала признательные показания.
В конце игры выясняется, что игрок управлял Сарой (Sarah) — дочерью Евы, которая стремится узнать подробности о своей матери. Стоит учесть, что история имеет ненадёжного рассказчика, оставляя пространство для предположений: возможно, мы видим только одну женщину пытающуюся запутать следствие, либо женщину, страдающую от раздвоения личности.

## Разработка

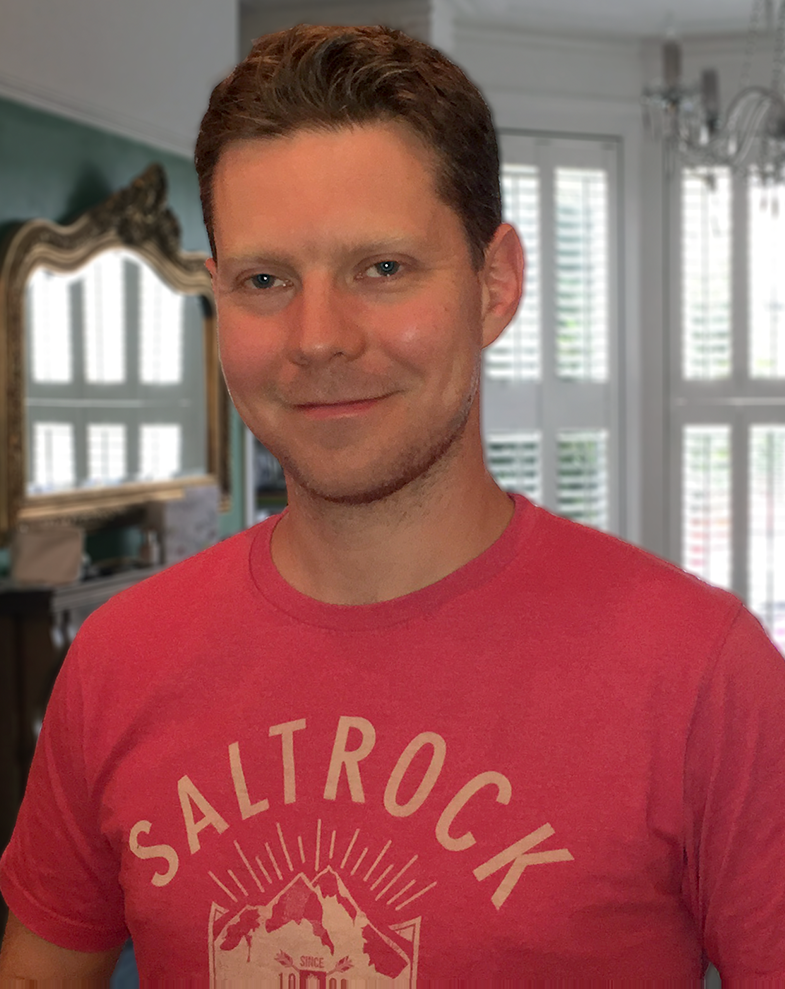
Сэм Барлоу, ушедший из Climax Studios для разработки Her Story

Her Story разработана Сэмом Барлоу, который ранее был игровым дизайнером Silent Hill: Origins и Silent Hill: Shattered Memories в Climax Studios. Он ушёл из студии и начал разрабатывать свою, независящую от издателя игру c «глубокой историей». Сэм отказался от издателя из-за их «суровости» к мелочам. На решение стать разработчиком инди-игр повлияли также понравившиеся Сэму игры 80 Days и Year Walk. Сэм говорил в своём интервью для Develop: «Вероятно, что я вполне мог бы уйти и сделать хоррор-игру на Unity, но я знал, что там будут большие компромиссы из-за бюджета». Сэм потратил свои сбережения на год разработки игры. Он хотел сделать в игре концепцию «обстановки взаимодействия игрока с персонажем». Барлоу получил особенное вдохновение для разработки Her Story, увидев постоянную поддержку своей игры 1999 года под названием Aisle. Ссылаясь на то, что Her Story бросает вызов типичным игровым концепциям, Барлоу сравнивал его игру с кинематографическим движением «Догма 95» и фильмом британского кинорежиссёра Альфреда Хичкока «Верёвка».
Her Story получила «зелёный свет» в Steam Greenlight и появилась в магазине Steam и на iOS 24 июня 2015 года. Сэм хотел выпустить игру как и на мобильный устройствах, так и на персональных компьютерах, так как не знал, где аудитория будет больше. Опыт с мобильными версиями игры для него был «естественным», так как пользователи мобильных устройств так же, как и в игре, смотрят видео и делают запросы в Интернете.

### Геймдизайн
Идея Сэма Барлоу заключалась в создание игры о полицейском допросе. Позже он придумал идею с задействованием реальных видеозаписей с видеокамеры с возможностью доступа к ним через интерфейс базы данных: он описал интерфейс как «часть Apple II, часть Windows 3.1 и часть Windows 98». Идея с видеозаписями родилась после просмотра сериала «Убойный отдел». Вдохновение для работы над игрой проистекало от разочарования Барлоу от других детективных игр, например, он чувствовал, что игра L.A. Noire не позволила ему почувствовать себя настоящим детективом.

### История и персонажи

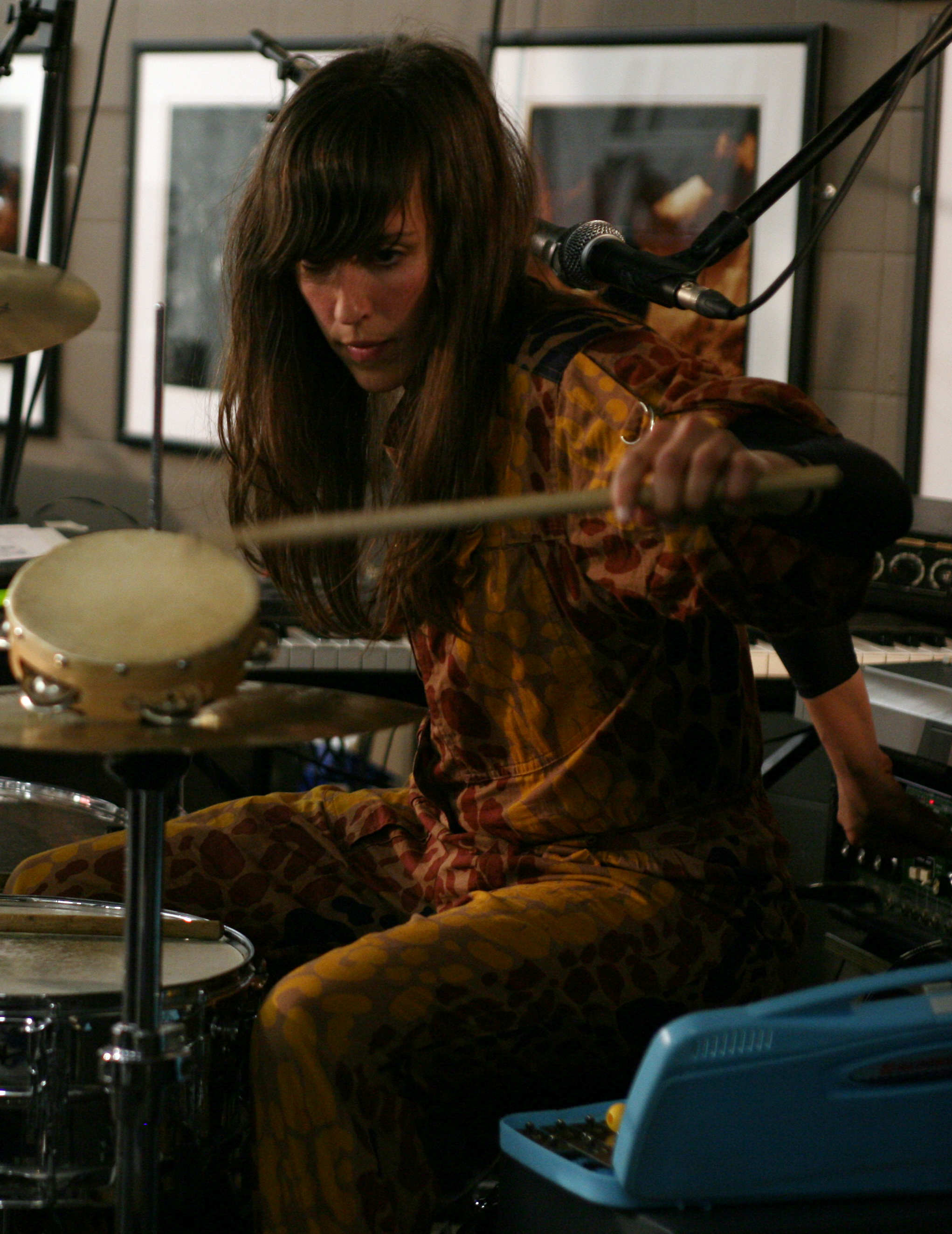
Вива Сейферт, выбранная Сэмом на роль в Her Story играет на барабанах

Барлоу связался с актрисой Вивой Сейферт, с которой периодически работал во время создания Legacy of Kain: Dead Sun, когда они вместе работали в Climax Studio в течение года, пока игру не отменили. Барлоу отправил Виве сценарий, который изначально состоял из 300 страниц, но путём изменения размера шрифта, сократился до 80 страниц. Она прочитала его и согласилась на предложение Сэма сыграть эту роль. Вива чувствовала, что в её исполнении есть небольшие нюансы, которые, возможно, добавили некоторые повороты для игроков, которых Сэм не ожидал.

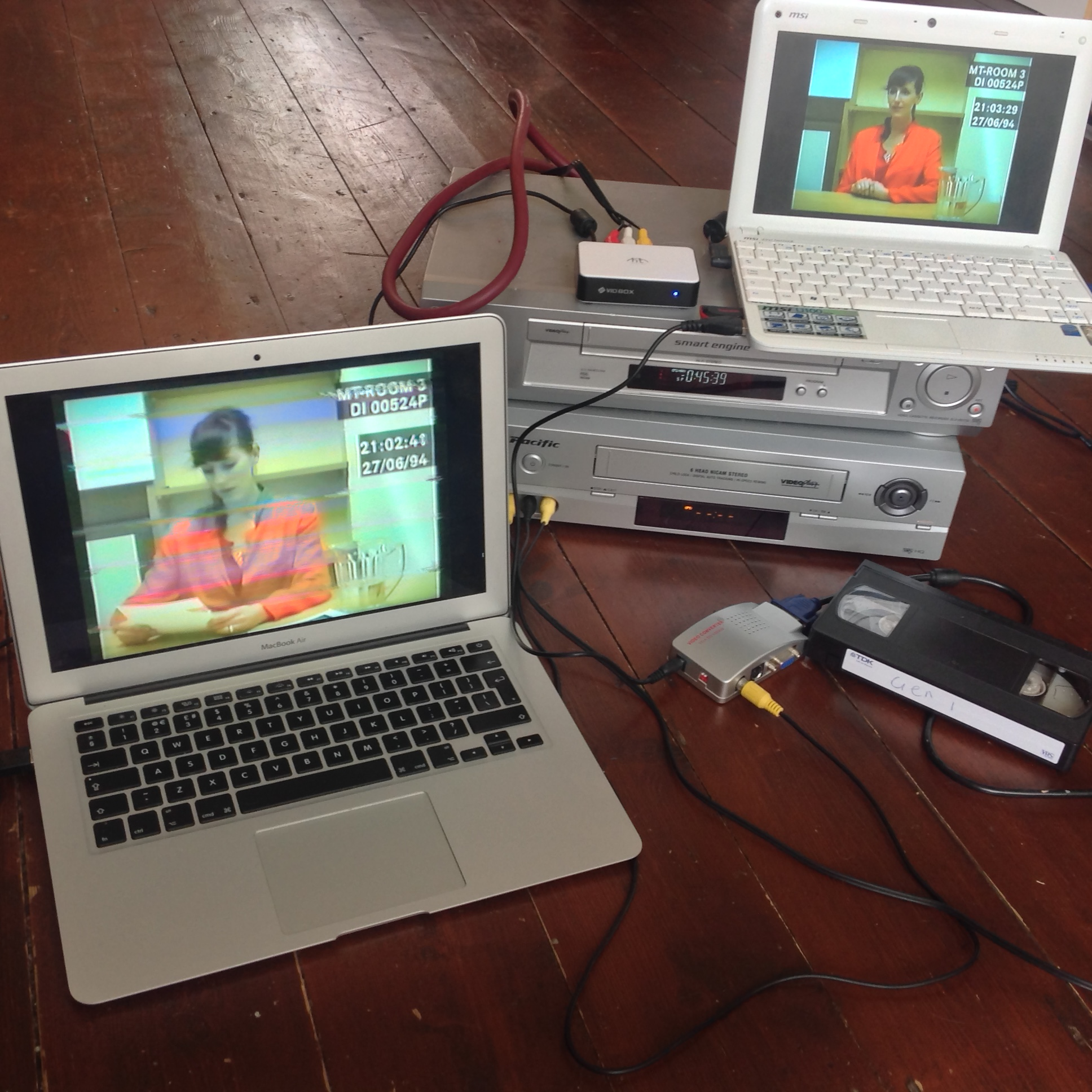
Сэм перезаписывает видеозаписи через два VHS плеера для создания дефектов

Всего было записано семь полицейских интервью в хронологическом порядке в течение 5 дней. Барлоу отправлялся в родное графство Корнуолл для записи видеороликов. Сэм считал выбор места самым простым в ходе работы, ведь найти «простую комнатушку можно везде». Материал снимался в здании совета города Труро. После окончания съёмки Сэм хотел создать ощущение, будто видео действительно записано в 1990-х годах, но фильтры не смогли предать такой эффект и Барлоу провёл видео через два VHS плеера для создания дефектов на записи.
Роль закадрового детектива играл сам Сэм Барлоу, задавая вопросы, прописанные в сценарии, но сам никогда не появлялся в кадре. Наблюдая за настоящим интервью в полиции для исследования, Барлоу сочувствовал допрашиваемой, что побудило его исключить из игры детектива. Он сказал, что допросы обычно можно характеризовать «двойным предательством», в котором детективы притворяются, будто они лучшие друзья с допрашиваемыми. Проводя исследования для Her Story, Барлоу изучал дело об убийстве Трэвиса Александра, это заставило разработчика подумать о том, как к женщинам, подозреваемым в убийстве, относятся на допросах и в целом в рамках обсуждения громких дел, убийцы-женщины встречаются реже, чем убийцы-мужчины, и более легко превращаются в некие архетипы в глазах других людей. Барлоу ещё раз доказал это во время изучения интервью Кейси Энтони и Аманды Нокс: он обнаружил, что комментарии в СМИ часто игнорируют доказательства расследования, вместо этого сосредотачиваются на выражениях лица подозреваемых во время интервью.
После разработки концепции Сэм начал работать над игрой. Сценарий он разбивал в электронной таблице, которая потом стала настолько большой, что его ноутбук часто делал аварийное выключение программы. Он потратил около половины времени разработки, создавая подробные документы, в которых изображены персонажи, события и история. Он определил даты проведения полицейских собеседований и того, что подозреваемые могли делать в этот промежуток времени. Барлоу часто заменял слова сценария на их синонимы, чтобы убедиться, что некоторые клипы не связаны с другими некоторыми словами. Работая над сценарием, он часто замечал, что он в данный момент пишет «изнутри головы персонажей».

### Аудио
Когда Барлоу искал музыку для игры, он пытался найти ту, которая звучит немного «не современно». В конце концов он выбрал восемь треков музыканта Криса Забриски, которые вызвали у Сэма ностальгию. Эмоциональная интенсивность просматриваемого клипа влияет на изменения музыки в игре. В процессе разработки он использовал старую клавиатуру для создания звуковых эффектов старого компьютера, используя стерео панорамирование для того, чтобы клавиши звучали правильно со всех сторон.

### Сиквел
В январе 2016 года Барлоу подтвердил, что работает над сиквелом под рабочим названием Her Story 2. Барлоу считает её «духовным преемником» Her Story. Сэм сказал, что повествование новой игры не будет связано с первой игрой, хотя он будет продолжать использовать видеозаписи в качестве центрального элемента геймплея. В июле 2017 года Барлоу объявил, что его новая игра будет называться Telling Lies и будет содержать от трёх до четырёх ключевых персонажей. Планируется, что игра будет опубликована издателем Annapurna Interactive, а съёмки для игры должны начаться в конце 2017 — начале 2018 года.

## Оценки
| Сводный рейтинг         | Сводный рейтинг         | Сводный рейтинг         |
| Издание                 | Оценка                  | Оценка                  |
| Издание                 | iOS                     | PC                      |
| ----------------------- | ----------------------- | ----------------------- |
| GameRankings            | 90 %                    | 86,06 %                 |
| Metacritic              | 91/100                  | 86/100                  |
| Иноязычные издания      |                         |                         |
| Издание                 | Оценка                  | Оценка                  |
| Издание                 | iOS                     | PC                      |
| GameSpot                | N/A                     | 8/10                    |
| IGN                     | N/A                     | 8,5/10                  |
| Polygon                 | N/A                     | 8,5/10                  |
| Giant Bomb              | N/A                     | [ 35 ]                  |
| Games(tm)               | 9/10                    | N/A                     |
| Multiplayer.it          | 8/10                    | N/A                     |
| 148Apps                 | [ 38 ]                  | N/A                     |
| Награды                 |                         |                         |
| Издание                 | Награда                 | Награда                 |
| The Game Awards 2015    | Best Narrative          | Best Narrative          |
| PC Gamer                | Game of the Year 2015   | Game of the Year 2015   |
| SXSW Gaming Awards 2016 | Mobile Game of the Year | Mobile Game of the Year |
| Polygon                 | Game of the Year 2015   | Game of the Year 2015   |

Her Story была оценена критиками весьма положительно. На сайте Metacritic игра оценена на 91 из 100 баллов на основе десяти отзывов iOS версии игры, и на 86 из 100 на Windows-версии. Также Metacritic включили игру в список «ТОП-20 игр для iOS и Windows, выпущенных в 2015 году». А сайт GameRankings ввёл игру в список «ТОП-100 iOS игр всех времён».
Особенная похвала была направлена на механику игры, повествование и актёрскую игру Вивы Сейферт. Брайан Альберт из IGN назвал Her Story «самой уникальной игрой, в которую он играл». Стивен Бёрнс из VideoGamer.com назвал игру «одной из лучших и самых интересных игр года». Адам Смит из Rock, Paper, Shotgun заметил, что это «может быть лучшая игра в жанре интерактивного кино, когда-либо сделанная».
Кимберли Уоллес из Game Informer писал, что «фрагментированная» передача истории хорошая идея для механики игры. Крис Шиллинг из The Daily Telegraph был впечатлён связностью повествования, даже когда оно идёт не по порядку. Саймон Паркин из Eurogamer нашёл эффекты повествования похожими на хорошо воспринятые триллеры HBO, особенно с точки зрения внимания аудитории. Стефани Бендиксен из Good Game была разочарована тем, что в начале игры были обнаружены крупные сюжетные точки, но приписывает это к уникальности игрового опыта каждого игрока.
Рецензент из God is a Geek похвалил актёрскую игру Вивы Сейферт, сказав, что её актёрский талант достоин кинопремии «Оскар», отметив, что она убедительно играет роль смущённой и скорбящей жены, и что она мастерски изображает свои эмоции, когда её персонаж обсуждает тяжёлые моменты из прошлого, действуя главной эмоциональной связью между игроком и сюжетом. Джед Прессгрув из Slant Magazine назвал персонажа Вивы «клише девушки-психопата», а также сказал, что Вива не смогла спасти игру и её актёрская игра не выглядит убедительно.

### Награды
Her Story имеет множество наград, в том числе от престижных изданий и конкурсов. Издания Rock, Paper, Shotgun и GameSpot назвали Her Story игрой месяца. На The Game Awards в 2015 году игра победила в номинации Best Narrative (с англ. — «лучшее повествование»), а Вива Сейферт в номинации Best Performance (с англ. — «лучшее исполнение»). В статье новостного издания The Guardian о лучших играх на iPhone и iPad Her Story оказалась на первом месте. PC Gamer сделало Her Story «игрой года» в номинации «самая оригинальная игра» в 2015 году. Polygon и GamesRadar также назвали Her Story «игрой года». Игра получила SXSW Gaming Awards в номинации «мобильная игра года». На Премии Британской Академии в области видеоигр игра победила в номинации «дебютная игра». Кроме того, Her Story получила премию «Прорыв» на 33-й премии Golden Joystick Awards и Гран-при Шеймуса Макнэлли на фестивале независимых игр.

### Продажи
Летом 2018 года, благодаря уязвимости в защите Steam Web API, стало известно, что точное количество пользователей сервиса Steam, которые играли в игру хотя бы один раз, составляет 305 686 человек.